# Virová hepatitida kachen
Virová hepatitida kachen (VHK) je velmi nakažlivé, smrtelně nebezpečné a prudce probíhající virové onemocnění mláďat kachny pekingské způsobované pikornavirem a charakterizované hemoragickou hepatitidou, vysokou nemocností i úhynem. Poprvé byla popsána v roce 1945. V roce 1965 a opětovně v letech 1983–1984 došlo v Anglii ke sporadickému výskytu hepatitidy u kachňat vakcinovaných proti VHK. V křížově protekčních studiích byla prokázána sérologická odlišnost izolovaného viru od původce VHK a virus byl klasifikován jako kachní astrovirus, antigenně odlišný od astrovirů kura domácího a krůt. Obdobná situace byla zaznamenána v USA kolem roku 1969, kdy onemocnění probíhalo mírněji než u VHK a izolát byl sice také klasifikován jako pikornavirus, ale antigenně nepříbuzný s virem VHK.
Původcem VHK mohou tedy být 3 sérologicky odlišné typy viru, z těchto důvodů se popisuje VHK typu 1-3, případně virus hepatitidy kachen typ 1-3. U žádného z těchto virů zatím nebyl zjištěn zdravotní význam pro člověka. Viry všech tří typů hepatitidy se liší od viru kachní hepatitidy B, který patří podobně jako virus savčí hepatitidy B do čeledě Hepadnaviridae.
VHK typu 1 je celosvětově rozšířená a ekonomický význam má zejména v oblastech s intenzivním chovem kachen. V Československu byly první případy výskytu nemoci pozorovány v roce 1958. VHK typu 2, resp. VHK typu 3, byly doposud zaznamenány jen v Anglii, resp. v USA. Proto další informace se týkají jen VHK typu 1.

## Příčina nemoci (etiologie)

### Charakterizace původce
Virus VHK byl poprvé izolován v roce 1950. Dosahuje průměrné velikosti 20–40 nm, obsahuje RNA a byl klasifikován jako pikornavirus (enterovirus). Nevykazuje hemaglutinační ani hemadsorpční vlastnosti s erytrocyty ptačího i savčího původu. Odolává působení éteru a fluorokarbonu, chloroformu, trypsinu, 30% metanolu a síranu amonnému. Je rezistentní k pH 3 po dobu 9 hodin i k působení 2% lysolu, 0,1% formaldehydu či 15% kreolinu. Je stabilní při teplotě 50 °C po 60 minut; ošetření 1 M divalentními kationty Mg2+ neovlivňuje jeho termostabilitu. Většina viru je inaktivována při teplotě 56 °C po dobu 30 minut, ale pro kompletní inaktivaci je zapotřebí až 23 hodin. Při teplotě 37 °C přežívá virus 21 dní, při 4 °C přes 2 roky a při -20 °C nejméně 9 roků. Ve vnějším prostředí přežívá virus nejméně 10 týdnů a v trusu déle jak 37 dní. Je ale kompletně inhibován 5% fenolem a roztoky anorganického jódu, 2hodinovým působením 1% formaldehydu nebo 2% louhu při 15-20 °C, 2% chlorovým vápnem za 3 hodiny a 3% chloraminem za 5 hodin.

### Laboratorní systémy izolace a identifikace
Za nejcitlivější a nejspolehlivější techniku izolace viru se považuje biologický pokus na 1-7denních kachňatech. Virus VHK se také pomnožuje (replikuje) v kuřecích, příp. i kachních nebo husích, embryích. Opakovaným pasážováním se adaptuje a stává se vysoce letálním pro embrya, ale nepatogenním pro čerstvě líhnutá kachňata. Zpětnou pasáží adaptovaných kmenů viru v kachňatech může dojít k obnovení částečné virulence pro kachňata. Z buněčných kultur jsou použitelné pro pomnožení viru kachní embryonální fibroblasty, buňky ledvin nebo jater kachních a husích embryí. Identifikace viru se provádí neutralizačním testem v systémech in vivo nebo in vitro.

## Vznik a šíření nemoci (epizootologie)

### Přirozený a experimentální hostitel
V přirozených podmínkách onemocní pouze kachňata mladší 6 týdnů, nejčastěji do 3. týdne věku. Kuřata a krůťata jsou rezistentní. Dospělé kachny chované i v infikovaném prostředí klinicky neonemocní a jejich snáška není ovlivňována. Po experimentální infekci ale mohou onemocnět 1denní i týdenní krůťata; uměle lze infikovat také kuřata, housata, kachňata kachny pižmové i divoké, holuby, křepelky, bažantíky a perličky. Úmrtnost (mortalita) je mírně zvýšená pouze u krůťat a křepelek, vysoká naopak u housat, bažantíků a perliček; u ostatních nedochází k úhynu. Rezistentní k infekci jsou králíci, morčata, myši a psi.

### Přenos
V terénu se nemoc rychle šíří na všechna vnímavá kachňata v hejnu a způsobuje vysokou mortalitu, což dokumentuje vysokou infekčnost viru. Přesto mohou existovat výjimky, kdy např. v jednom oddělení haly dochází až k 65% mortalitě a v sousedním oddělení jsou ztráty minimální. Infekce se šíří vzduchem anebo přes dutinu ústní (orálně), přímým kontaktem s infikovanými jedinci nebo nepřímo kontaktem s kontaminovaným prostředím (vodou, krmivem); infekce aerosolem je smrtící (letální). Vertikální přenos (vejcem) pravděpodobně neexistuje, protože kachňata líhnutá z násadových vajec pocházejících z infikovaných chovů zůstávají zdravá při odchovu v čistém prostředí.
Rekonvalescentní (zotavená z nemoci) kachňata vylučují virus trusem nejméně 8 týdnů PI. Divoce žijící ptáci slouží pouze jako mechanický přenašeč infekce na krátkou vzdálenost; aktivní infekce nebyla u řady divokých vodních ptáků sérologicky prokázána. Testovaná vejce od kachny divoké z inkrimovaných oblastí byla plně vnímavá k infekci. Významné je ale zjištění, že potkani (Rattus norvegicus) mohou sloužit jako rezervoár viru. Virus přežívá v potkanech nejméně 35 dní a je vylučován 18-22 dní PI. Vektory podílející se na přenosu infekce nejsou známy.

## Projevy nemoci (symptomatologie)
Inkubační doba je 1–5 dnů.

### Klinické příznaky
Onemocnění se vyznačuje náhlým vznikem, rychlým šířením v hejnu a vysokou nemocností (až 100 %). Úmrtnost je rozdílná – u jednotýdenních kachňat může dosahovat až 95 %; se stoupajícím věkem kachňat zpravidla klesá. U 4-5týdenních kachňat jsou příznaky i ztráty již často nepozorovatelné. Nekvalitní výživa, přítomnost toxických látek v krmivu a špatné zoohygienické podmínky představují predispoziční faktor pro vznik hepatitidy a také zhoršují její průběh. Nemoc zpravidla probíhá akutně – u kachňat se objevuje netečnost až otupělost a nekoordinované pohyby končetin, křídel a krku. Kachňata se straní ostatních, mají namodralé zbarvení zobáku a kůže končetin, posedávají se zavřenýma očima nebo leží na prsní kosti či na boku a končetinami vykonávají prudké „plovací pohyby“. Hlavu mají zvrácenou nazad (opistotonus) a velmi rychle hynou (apoplexe). Prakticky veškerá mortalita je soustředěna do 3-4 dnů, s maximem kolem 2. dne po výskytu onemocnění.

### Patologie
Při pitvě se zjišťují zvětšená načervenalá nebo skvrnitá játra s petechiálními až plošnými krváceninami, degenerace srdečního svalu, zvětšení sleziny a ledvin. Mikroskopický nález v játrech je charakterizován nekrózou jaterních buněk (hepatocytů), proliferací epitelu žlučovodů, zánětlivou infiltrací a krvácením.

### Imunita
Drůbež přežívající onemocnění vytváří solidní imunitu, v jejich séru se zjišťují neutralizační protilátky. Schopnost terénních kmenů viru vyvolat dostatečnou aktivní imunitu u dospělých kachen je různá, u některých je nutná opakovaná infekce. Potomstvo imunních kachen je pasivně chráněno mateřskými protilátkami, přenášenými na kachňata přes vejce. Pasivní imunitu kachňat lze také navodit očkováním rekonvalescentního nebo hyperimunního séra.

## Diagnostika
Diagnóza virové hepatitidy kachen typu 1 se stanovuje na základě klinického a pitevního nálezu a laboratorním průkazem původce. Virus VHK typu 1 obvykle vyvolává akutní onemocnění s mortalitou až 100 % během 2-3 dnů. Pro nemoc je charakteristický náhlý vznik, rychlé šíření a akutní průběh. Hemoragické změny v játrech kachňat mladších 3 týdnů jsou prakticky patognomické.
Diferenciální diagnostika – Je nutné odlišit hypovitaminózu E, salmonelózy, aflatoxikózu, chlamydiózu, herpesvirovou enteritidu kachen a infekce chřipkovými viry. Při onemocnění kachňat imunizovaných proti hepatitidě typu 1 se musí vyloučit infekce viry VHK typu 2 a 3, zejména v zemích, kde se vyskytuje VHK tohoto typu.

## Terapie a prevence
Léčebně lze použít v postiženém chovu pasivní imunizaci 1-2denních kachňat homologním rekonvalescentním nebo komerčně produkovaným hyperimunním sérem. Preventivně se doporučuje izolace kachňat do 4-5 týdnů věku, dokonalá hygiena a sanitace prostředí. Chovná hejna se chrání před zavlečením nákazy a vakcinují se před snáškovým obdobím živými oslabenými nebo inaktivovanými vakcínami. Vertikálně přenášené mateřské protilátky chrání kachňata v prvních týdnech života.